# Ginnastica ai Giochi della III Olimpiade - Rotazione con le clave
La competizione della Rotazione con le clave dei Giochi della III Olimpiade si è svolta il 28 ottobre 1904 presso il Francis Field della Washington University di Saint Louis.

## Risultato
Ogni concorrente aveva a disposizione cinque minuti per l'esecuzione del esercizio con due clave da tre chili. Tre giudici assegnavano al concorrente un massimo di cinque punti ciascuno, per un complessivo di 15 punti.
| Pos.    | Atleta       | Nazione     | Punti |
| ------- | ------------ | ----------- | ----- |
| Oro     | Ed Hennig    | Stati Uniti | 15    |
| Argento | Emil Voigt   | Stati Uniti | 9     |
| Bronzo  | Ralph Wilson | Stati Uniti | 5     |